# Strangers (Lewis Capaldi)
Strangers è un singolo del cantautore scozzese Lewis Capaldi, estratto dall'album Broken by Desire to Be Heavenly Sent, pubblicato il 5 gennaio 2024.

## Tracce
1. Strangers – 3:34